# Siebenbürgenlied
Siebenbürgenlied az erdélyi szászok himnuszaként ismert hazafias dal 1846-ból. Az első illetve az utolsó szakasz kezdő sora alapján ismerik még Siebenbürgen, Land des Segens illetve Siebenbürgen, süße Heimat címen is.
A zeneszerző Johann Lukas Hedwig, a szöveg írója Maximilian Leopold Moltke volt.
Hedwig eredetileg nem Moltke versére írta a dallamot, hanem a brassói Hirscher-bazár megnyitásának 300. évfordulója alkalmából rendezett, 1845. október 28-án tartott ünnepélyre. Ebből az alkalomból a (feledhető) szöveget Georg Thomas helyi posztókészítő írta hozzá. A jelenlegi szöveget Moltke 1846-ban írta meg, de a hazafias témának Moltke költészetében már korábban is voltak előzményei: 1844-ben jelent meg a Zwei Lieder für die Siebenbürger Sachsen. Ihrer edlen Nation gewidmet című kötete. Moltke hazafias, az erdélyi tájat és embereket dicsérő versével a dal előbb népdallá, majd az erdélyi szászok himnuszává vált. A dalt azonban évtizedek óta nem az eredeti formában éneklik. Általában csak az első, második és hetedik versszakot adják elő. Az utolsó versszakban található der Eintracht Band (az egyetértés köteléke) kifejezést tévesen értelmezik: Moltke szándéka szerint ez az összes erdélyi nép testvériségre való felhívása. A magyarok és a románok azonban soha nem tették magukévá ezt a dalt, így a szászok az éneklés során gyakran a saját kék-piros szalagjukra (Eintrachtsband) gondolnak.
A dal keletkezésének 50. évfordulóján, 1896. május 17-én Hedwig egykori höltövényi szülőházának helyén álló épületre emléktáblát helyeztek el a zeneszerző fia, Johann Hedwig brassói zenetanár kezdeményezésére. Hedwig kézirata a höltövényi evangélikus egyházközség archívumában található.

## Szövege
Siebenbürgen, Land des Segens,

Land der Fülle und der Kraft,

mit dem Gürtel der Karpathen

um das Grüne Kleid der Saaten,

Land voll Gold und Rebensaft.

Siebenbürgen, Meeresboden

einer längst verflossnen Flut:

nun ein Meer von Ährenwogen,

dessen Ufer, waldumzogen,

an der Brust des Himmels ruht!
Siebenbürgen, Land der Trümmer

eine Vorzeit, stark und groß

deren Tausendjähr'ger Spuren

ruhen noch in deiner Fluren

ungeschwächtem Ackerschoß! 
Siebenbürgen, grüne Wiege

einer bunten Völkerschaar!

Mit dem Klima aller Zonen

mit dem Kranz der Nationen

um des Vaterlands Altar 
Siebenbürgen, grüner Tempel

mit der Berge hohem Chor,

wo der Andacht Huldigungen

steigen in so vielen Zungen

zu dem einen Gott empor! 
Siebenbürgen, Land der Duldung,

jedes Glaubens sichrer Hort,

mögst du bis zu fernen Tagen

als ein Hort der Freiheit ragen

und als Wehr dem freien Wort! 
Siebenbürgen, süße Heimat,

unser teures Vaterland!

Sei gegrüßt in deiner Schöne

und um alle deine Söhne

schlinge sich der Eintracht Band. 